# 開心無敵獎門人
《開心無敵獎門人 》（英語：Super Trio Returns）是電視廣播有限公司製作的遊戲節目，獎門人系列第十一輯，共38集，由「獎門人」曾志偉率領九位「獎老」錢嘉樂、阮兆祥、麥美恩、程浩駿、吳嘉儀、林穎彤、徐文浩、林秀怡、徐麟主持，王祖藍、蘭茜、林曉峰、金剛及林正峰亦有客席回歸擔任主持。
節目於2022年7月31日至2023年5月7日逢星期日晚上20:30-21:30播出，2023年1月1日改為晚上20:30-22:00，2023年1月21日星期六晚上23:00-00:35，2023年3月3日星期五晚上20:30-21:30翡翠台播出，並於myTV SUPER提供節目重溫。
第一輯節目由奇華餅家贊助播出。
本輯獎門人為獎門人系列歷來第一輯於主要部分名義上最後一集播出後仍然持續以該輯所有方式有新集數錄影及播出的（本輯原本以2023年1月1日播出名為「終極篇」的一集作名義上最後一集）；然而，節目主持人曾志偉於第24集「獎門人Ladies First感謝祭」曾表示本節目由當時起最好可以每月一次以各類型獎門人感謝祭方式播出一集，直至2024年5月12日播最後一集。
2024年8月18日，節目以“大師兄感謝祭”名義再度復播，由錢嘉樂領銜主持；首期名為《大師兄中秋感謝祭》。

## 每集內容
| 1                                                    | 7月31日             | 痞子殿下隊：周嘉洛、陳瀅、王灝兒、張穎康、朱敏瀚歌星隊：郭偉亮、陳奐仁、鄭融、連詩雅、姜麗文 | 24.5點 | [ 5 ] [ 6 ]   |
| 2                                                    | 8月7日              | Crazy Runner隊：黃智雯、袁偉豪、陳山聰、胡蓓蔚、胡諾言愛．回家隊：單立文、滕麗名、呂慧儀、蘇韻姿、陳浚霆 | 22.9點 | [ 7 ]         |
| 3                                                    | 8月14日             | 福祿壽隊：王祖藍、阮兆祥、李思捷、商天娥、鄺文珣大玩特玩隊：林盛斌、周志康、楊潮凱、朱智賢、林秀怡 | 24.0點 | [ 8 ] [ 9 ]   |
| 4                                                    | 8月21日             | 白色強人II隊：郭晉安、陳豪、馬國明、胡定欣、唐詩詠、張曦雯流行都市隊：安德尊、張美妮、彭慧中、譚永浩、蔡嘉欣、吳天佑 | 24.2點 | [ 10 ] [ 11 ] |
| 5                                                    | 8月28日             | 聲夢隊：森美、炎明熹、張馳豪、冼靖峰、何晉樂、黃奕斌、潘靜文、孫漢霖、文凱婷、林君蓮、蔡愷穎、林沚羿、林智樂 J2隊：鄭詩君、黃紫恩、吳兆麟、胡敏芝、施焯日、倪嘉雯、陳欣茵、陳國麟、廖慧儀、布樂文、伍韻婷、馮子亮、葉靖儀、蔡景行 | 24.2點 | [ 12 ]        |
| 6                                                    | 9月4日              | 七魔女 Super Family隊：梁靖琪、文頌嫻、湯盈盈、周家蔚、鍾麗淇 五魔掌 Super Enemy隊：方力申、吳家樂、黃建東、鄭俊弘、何遠東 | 23.2點 | [ 13 ]        |
| 7                                                    | 9月11日             | 開心速遞隊：林淑敏、許家傑、李偉健、吳偉豪、林凱恩、丘梓謙 我們這一家燕姐隊：薛家燕、黃庭鋒、鄭衍峰、翟威廉、陳曉華、邵初 | 22.9點 | [ 14 ]        |
| 8                                                    | 9月18日             | 波係要用嚟隊：黃宗澤、朱鑑然、陳煒、劉佩玥、蔡思貝草蜢隊：蔡一傑、蘇志威、陳敏之、關楓馨、胡渭康 | 25.3點 | [ 15 ]        |
| 9                                                    | 10月9日             | 美麗隊：陳山聰、陳瀅、陳曉華、何依婷、魯振順、蔡康年、林景程、葉泓聲、葉蒨文、關嘉敏戰場隊：林盛斌、黎芷珊、劉佩玥、蔣家旻、丁子朗、朱晨麗、戴耀明、王菲、李紹堅、曾淑雅 | 22.1點 | [ 16 ]        |
| 10                                                   | 10月16日            | 後生仔隊：陸浩明、馮盈盈、黃婧靈、林正峰、杜穎珊、徐文浩下流上車族隊：林敏驄、江美儀、鄧智堅、郭柏妍、黃嘉雯、羅毓儀 | 23.6點 | [ 17 ]        |
| 11                                                   | 10月23日            | 高Ling條長隊：高海寧、李佳芯、黎諾懿、黃山怡、關曜儁東張西望隊：林溥來、區永權、游茛維、吳幸美、陳懿德 | 24.4點 | [ 18 ] [ 19 ] |
| 嘩鬼無敵獎門人                                       | 10月30日            | 嘩鬼隊：梁思浩、關寶慧、馬蹄露、羅泳嫻、古天祥、伍韻婷鄰住買隊：鄭衍峰、黃頌明、焦浩軒、黃美棋、阮嘉敏、吳嘉儀 | 23.4點 | [ 20 ]        |
| 12                                                   | 11月6日             | 優化獎老隊：江欣燕、何廣沛、泰臣、孫慧雪、何雁詩、王志安優化港姐隊：陳庭欣、樊亦敏、朱凱婷、何泳芍、陳若思、胡美貽、廖慧儀 | 24.8點 | [ 21 ]        |
| 13                                                   | 11月13日            | 法證先鋒V隊：洪永城、王敏奕、袁偉豪、蔡潔、傅嘉莉、陳嘉慧、林子超、許俊豪、鄧伊婷 下流上車族隊：林敏驄、江美儀、鄧智堅、郭柏妍、關曜儁、林景程 | 26.1點 | [ 22 ]        |
| 14                                                   | 11月20日            | 超能使者隊：陳山聰、劉佩玥、劉穎鏇、林子善、張國強、楊卓娜Poker隊：郭偉亮、劉浩龍、方力申、王灝兒、陳欣茵、黃紫恩 | 25.5點 | [ 23 ]        |
| 15                                                   | 11月27日            | 萬千星輝主角隊：黎耀祥、黃浩然、陳自瑤、張振朗、賴慰玲、蕭正楠萬千星輝主播隊：周奕瑋、許文軒、陳婉衡、吳紫韻、鞏姿希、王鎮泉 | 24點   | [ 24 ] [ 25 ] |
| 16                                                   | 12月4日             | 東張女神隊：梁敏巧、梁菁琳、王嘉慧、黎寬怡、利穎怡獎門人好友隊：彭健新、鄧兆尊、陳彥行、林雪、路芙、陳嘉桓 | 24.1點 | [ 26 ]        |
| 17                                                   | 12月11日            | 不可能任務隊：張振朗、戴祖儀、孔德賢、何慈茵、劉展霆歌星隊：范振鋒、黃翊、王梓軒、羅凱鈴、商天娥 | 22.7點 | [ 27 ] [ 28 ] |
| 獎門人開心感謝祭                                     | 12月18日            | 天下無敵豬隊友隊：譚俊彥、林夏薇、黃智賢、湯洛雯、黃子恆、崔建邦一Bob即中隊：林盛斌、蔡卓妍、麥玲玲、沈震軒、湯怡、麥秋成 | 24.9點 | [ 29 ]        |
| 18                                                   | 12月25日            | 狀王之王隊：林子聰、張達明、姚子羚、王子涵、莊鍶敏、何浩文、海俊傑再贏隊：黃建東、蔡國威、何沛珈、李芷晴、陳懿德、李俊華、林子超 | 22點   | [ 30 ]        |
| 2023年                                               |                     | |        |               |
| 終極篇                                               | 1月1日              | 將軍澳街坊福利會隊：單立文、胡蓓蔚、陳山聰、袁偉豪、張寶兒流行都市隊：安德尊、朱智賢、姚嘉妮、譚永浩、焦浩軒獎門人好友隊：洪天明、吳家樂、方力申、湯盈盈、梁靖琪三哥好友隊：苗僑偉、黃宗澤、黃翠如、陳自瑤、朱晨麗 | 無公佈 | [ 31 ]        |
| 獎門人新春感謝祭                                     | 1月15日             | 兔兔收得隊：王灝兒、陳瀅、何超蓮、黃洛妍、陳昊廷、文佐匡、侯雋熙美女與野獸隊：陳嘉慧、彭慧中、陳聖瑜、思霆 | 24.1點 | [ 32 ] [ 33 ] |
| 獎門人開心迎兔年-澳門百老匯特約                      | 1月21日（現場直播） | 愛回家隊：單立文、湯盈盈、滕麗明、呂慧儀、吳偉豪、陳浚霆藝人隊：丁子朗、戴祖儀、高海寧、江美儀、蕭正楠、羅毓儀、郭柏妍歌手隊：吳業坤、王灝兒、冼靖峰、谷婭溦、何晉樂、黃奕斌、文凱婷現場觀眾 | 17.6點 | [ 35 ]        |
| 獎門人Ladies First感謝祭                             | 3月3日              | 廉政狙擊隊：黃宗澤、吳卓羲、王浩信、胡定欣、蔡思貝、黃智雯隱形戰隊隊：馬國明、陳山聰、劉佩玥、劉穎鏇、吳家樂、樊亦敏 | 21.6點 | [ 36 ] [ 37 ] |
| 獎門人開心消費感謝祭                                 | 4月16日             | 請1日假去旅行隊：周奕瑋、戴祖儀、李芷晴、何沛珈、思霆法言人隊：馬國明、林夏薇、張頴康、黃嘉樂、蔣祖曼、丁子朗、何依婷、容天佑、趙璧渝、朱滙林 | 無公佈 | [ 38 ]        |
| 獎門人I Love媽媽感謝祭                               | 5月7日              | 一舞傾城隊：陳法蓉、文凱玲、莊鍶敏、陳星妤、蔡潔、傅嘉莉 開心速遞隊：滕麗名、呂慧儀、沈可欣、趙希洛、姚瑩瑩、何芷姍 | 23點   | [ 39 ] [ 40 ] |
| 獎門人I Love爸爸感謝祭                               | 6月17日             | 衡車好聲音隊：顏志恆、車婉婉、支嚳儀、伍仲衡、曹敏寶、梁浩銓、龍婷 有靠實力隊：周吉佩、李思林、肥媽、林鉫徫、李佳、劉智衛、魏嘉信 | 18.9點 | [ 41 ]        |
| 獎門人Happy Summer感謝祭                             | 7月16日             | 喪玩隊：林盛斌、周志康、阮兒、蘇韻姿、陳婉衡、邵初 好玩隊：陸浩明、何浩文、楊潮凱、朱智賢、黃婉恩、關楓馨 | 19.4點 | [ 42 ]        |
| 獎門人開心Party感謝祭                                | 8月12日             | 破毒強人隊：陳豪、蕭正楠、何廣沛、張曦雯、朱智賢、郭柏妍 寵愛Pet Pet隊：林夏薇、周嘉洛、徐榮、黃子恆、古佩玲、何沛珈 | 19.2點 | [ 43 ] [ 44 ] |
| 獎門人中秋感謝祭                                     | 9月3日              | 思家損友隊：王祖藍、李思捷、麥長青、黃智賢、唐文龍、曹永廉、游莨維你好，我的大夫隊：何廣沛、蔡思貝、游嘉欣、吳偉豪、許俊豪、孔德賢 | 22.8點 | [ 45 ]        |
| 獎門人秋季感謝祭                                     | 9月10日             | J2ers隊：黃紫恩、胡敏芝、陳若思、廖慧儀、胡美貽 Hero隊：許家傑、羅天宇、鄭衍峰、周志康、翟威廉 | 24.3點 | [ 46 ]        |
| 獎門人Halloween感謝祭                                | 10月21日            | 黎諾懿邀請隊：黎諾懿、戴祖儀、劉穎鏇、賴慰玲、關楓馨、梁超怡英皇娛樂隊：陳家樂、泳兒、何珮瑜、沈震軒、曾樂彤、李靖筠 | 17.8點 | [ 47 ]        |
| 獎門人台慶感謝祭                                     | 11月12日            | 羅密歐與祝英台隊：陳茵媺、周嘉洛、游嘉欣、蔣祖曼、鄺潔楹、吳子冲、徐文浩吉吉之友隊：周吉佩、吳業坤、譚嘉儀、連詩雅、谷婭溦、何浩文 | 21.8點 | [ 48 ]        |
| 獎門人聖誕感謝祭                                     | 12月17日            | 文家軍隊：佘詩曼、何廣沛、何依婷、倪嘉雯、路芙SNK型男索女隊：李施嬅、高海寧、王敏奕、鄧智堅、姚宏遠 | 22.3點 | [ 49 ]        |
| 2024年                                               |                     | |        |               |
| 獎門人新春感謝祭                                     | 1月7日              | 妳不是她隊：馮盈盈、丁子朗、馬貫東、黃庭鋒、彭慧中、黃婧靈飛躍男女藝員隊：陳曉華、孔德賢、陳懿德、陳星妤、林凱恩、蔡景行 | 23.2點 | [ 50 ]        |
| 獎門人春節感謝祭                                     | 1月28日             | 亞洲超星團56位練習生女藝人隊：江嘉敏、陳懿德、關楓馨、黃婉恩愛·回家之Super Beauty隊：湯盈盈、呂慧儀、姚瑩瑩、樊亦敏 | 19.7點 | [ 51 ]        |
| 獎門人恭喜發財全盒（重温過往嘉賓参與獎門人遊戲片段） | 2月10日             | 林盛斌、周志康、金剛、佘詩曼、黃宗澤、蔡思貝、陳山聰、呂慧儀、丁子朗、文佐匡、周吉佩、泳兒 | 不適用 | 不適用        |
| 獎門人元宵感謝祭                                     | 2月23日             | 奪命提示隊：張振朗、劉佩玥、樊亦敏、鄧智堅、郭柏妍、區明妙台慶頒獎禮得獎者隊：黎諾懿、車婉婉、麥美恩、周奕瑋、劉穎鏇、馬貫東 | 18.4點 | [ 53 ]        |
| 獎門人Happy Easter感謝祭                             | 3月17日             | 出租家人隊：恬妞、陳家樂、方力申、周家怡、許靖韻、艾妮婚後事隊：陳自瑤、羅子溢、賴慰玲、羅天宇、區明妙、谷婭溦 | 22.4點 | [ 55 ]        |
| 獎門人HUG HUG媽咪感謝祭                              | 4月21日             | 逆天奇案2隊：陳展鵬、林夏薇、方力申、劉佩玥、張頴康、馮盈盈、高鈞賢、梁小冰朱隊友隊：朱咪咪、陳煒、郭政鴻、袁偉豪、張振朗、范振鋒、梁競徽 | 20.6點 | [ 56 ] [ 57 ] |
| 獎門人感謝祭終極篇                                   | 5月12日             | 獎門人身體健康隊：苗僑偉、謝天華、洪天明、陳山聰、葉子楣、黃翠如、朱晨麗、梁競徽中年好聲音2隊：古淖文、譚輝智、顏米羔、陳俞霏、王玥、林若盈、陳蒨葶福祿壽訓練學院隊：王祖藍、李思捷、陳懿德、郭珮文、林妍、陶大衛、彭建豪、趙頌宜、伍韻婷、林樂熙、莫家淦、黃建東、周百恩、陳柏曦、鄭詠謙、湯卓堅、趙亮昭、吳兆麟、劉倬昕、麥嘉欣、蔡景行、黃潤成、馮彥中、梁山山、關嘉敏、郭浩皇、葉泓聲 |        | [ 58 ]        |
| 大師兄中秋感謝祭                                     | 8月18日             | 中年好聲音隊：周吉佩、顏志恒、羅啟豪、支嚳儀、魏嘉信、林鉫徫中年好聲音2隊：譚輝智、古淖文、顏米羔、陳俞霏、林思彤、梁浩賢 | 19.6點 | [ 59 ]        |
| 大師兄開學感謝祭                                     | 9月14日             | 企業强人A隊：陳豪、張曦雯、李芷晴、尹詩沛、黃浩霆、廖家爵企業强人B隊：譚俊彥、龔嘉欣、吳兆麟、胡敏芝、李君妍、鄔嘉駿 | 16.3點 | [ 60 ]        |
| 大師兄開心嘩鬼感謝祭                                 | 10月20日            | 廉政行動2024隊：陳山聰、張曦雯、羅子溢、蔡潔、鄭俊弘、林凱恩巾幗梟雄之懸崖隊：黎耀祥、胡定欣、蕭正楠、羅天宇、陳曉華、陳楨怡 | 18.7點 | [ 61 ]        |
| 獎門人台慶感謝祭                                     | 11月16日            | 獎門人鐵腳隊：苗僑偉、洪天明、湯盈盈、姚樂怡、梁靖琪、周家蔚黑色月光隊：楊茜堯、王浩信、林夏薇、何廣沛、楊卓娜、馬貫東、黃建東、葉蒨文 | 18.7點 | [ 62 ]        |
| 大師兄又到聖誕感謝祭                                 | 12月8日             | 異空感應隊：陳曉華、阮浩棕、譚凱琪、樊亦敏、胡渭康、羅毓儀台慶MC隊：朱凱婷、周奕瑋、陸浩明、許文軒、鄭衍峰、陳懿德 | 20.7點 | [ 63 ] [ 64 ] |
| 2025年                                               |                     | |        |               |
| 大師兄新春感謝祭                                     | 1月12日             | 奔跑吧！勇敢的女人們隊：蕭正楠、吳若希、朱敏瀚、鄧智堅、尹詩沛、唐嘉麟麻雀女王追男仔隊：陳靜、林襄、高海寧、郭珮文、安德尊、文佐匡、葉念琛 | 20.7點 | [ 65 ] [ 66 ] |
| 大師兄春日限定感謝祭                                 | 3月1日              | 痞子無間道隊：周嘉洛、陳瀅、朱敏瀚、黃子恆、韋家雄、何泳芍、李君妍東張西望隊：區永權、朱凱婷、林溥來、李旻芳、吳幸美、梁敏巧、曾錦燊 | 17.3點 | [ 67 ]        |
| 大師兄玩轉Easter感謝祭                               | 4月6日              | 奪命提示隊：張振朗、劉穎鏇、丁子朗、郭柏妍、楊卓娜、鄧智堅香港系列之原味道隊：孔德賢、冼靖峰、 黃劍文、王汛文、莊子璇、潘靜文 | 20.4點 | [ 68 ] [ 69 ] |
| 大師兄Thank you very much感謝祭                      | 5月18日             | 奇情谷好友隊：吳若希、曾展望、鄭衍峰、孔德賢、許俊豪、黃子桐、葉靖儀女神配對計劃隊：林盛斌、葉蒨文、李芷晴、羅毓儀、梁敏巧、關嘉敏 | 18.1點 | [ 70 ]        |
| 大師兄Welcome Summer大激戰                           | 6月22日             | 萬千星輝得獎隊：龔嘉欣、林景程、陳懿德、黄婉曼、張馳豪、林智樂後生仔隊：陸浩明、馮盈盈、鄭衍峰、孔德賢、黃婧靈、黃紫恩 | 13.9點 | [ 71 ]        |
| 大師兄Welcome Summer大激戰                           | 6月29日             | 東張西望隊：區永權、陳庭欣、黎寬怡、梁敏巧、曾錦燊、鄧凱文中年好聲音隊：顏志恒、周吉佩、支嚳儀、龍婷、顏米羔、陳俞霏 | 16.5點 | [ 71 ]        |
| 大師兄Welcome Summer大激戰                           | 7月6日              | 主持隊：黎諾懿、劉穎鏇、冼靖峰、關楓馨、何泳芍、曾展望獎門人好友隊：洪天明、周家蔚、湯盈盈、周家怡、葉泓聲、衛志豪 | 16.8點 | [ 72 ]        |
| 大師兄Welcome Summer大激戰                           | 7月13日             | 萬千星輝得獎隊：龔嘉欣、林景程、陳懿德、孔德賢、林智樂、黃婉曼東張西望隊：區永權、陳庭欣、何沛珈、黎寬怡、曾錦燊、鄧凱文獎門人好友隊：洪天明、湯盈盈、劉穎鏇、鄺潔楹、衛志豪、葉泓聲 |        | [ 73 ]        |

## 曾出現遊戲環節
- 開心無敵搵啖食（《天下無敵獎門人》遊戲）（第1-2、4集及開心迎兔年[註 4]）
  - 玩法：參賽者將以搖搖板所拋出的食物以口接住。成功次數最多的參賽者則屬勝出。

- 開心無敵爆波波（《超級遊戲獎門人》遊戲）（第1集）
  - 玩法：一名隊員抬起另一名隊員的雙腳，被抬雙腳的隊員則以手支撐身體，並前進將前面的所有氣球以身體壓破，完成時間最短的隊伍則為勝出。

- 開心無敵排排坐（《超級無敵獎門人之再戰江湖》遊戲）（第1-4、7-11、13集及開心迎兔年[註 4]、大師兄感謝祭）
  - 玩法：每隊各派出一個代表負責同時猜站立人數，代表及其他參賽者可選擇站立與否，若雙方同時猜中或猜不中站立人數則需繼續猜，若其中一方猜中站立人數而另一方猜不中則得1分，落敗一方需接受吃「辣辣壽司（後來是辣辣壽桃）[74]」作懲罰，最後總分最高的隊伍則為勝出。

- 開心無敵我最勁（《超級遊戲獎門人》遊戲）（第1、4、7、10-11、13-14、16-17集及開心迎兔年[註 4]）
  - 玩法：兩隊各派出一名隊員，雙方猜「口不對心枚」。遊戲開始時雙方必須要喊「口不對心我最勁」，然後參賽者輪流說出1至5其中一個數字（之前要喊「我勁啲」），並同時舉出1至5隻手指，若所說的數字與其舉出的手指數量一樣，或所說數字不在範圍，則算落敗，另一方則得1分，且落敗的隊員需接受吃「辣辣壽司（后来是辣辣寿桃）」作懲罰，最後總分最高的隊伍則為勝出。
  - 因遊戲衍生自超級無敵排排坐，故此大多會與該遊戲緊接同時進行。

- 開心無敵拍拍拍（《超級無敵獎門人 終極篇》遊戲）（第1-5、7-13、15-16集）[註 5]
  - 玩法1：兩隊組員輪流跟拍子講一個名詞，接應的組員需要講出該名詞的量詞，並且每次增加數量以及加上另一個名詞。若未能接應或講錯數量、量詞，或所出題目重複，需接受吃「辣辣壽司（后来是辣辣寿桃）」作懲罰。
  - 玩法2：兩隊組員輪流跟拍子講一個名詞，接應的組員需要講出該名詞的動詞，並且該動詞需要搭上「過」／「咗」（如：壽司→食過）以及加上另一個名詞。若未能接應或講錯動詞，或所出題目重複，需接受吃「辣辣壽司（后来是辣辣寿桃）」作懲罰。
  - 因遊戲衍生自超級無敵排排坐，故此大多會與該遊戲緊接同時進行。

- 開心無敵大電視／開心無敵落大閘（《超級無敵獎門人》、《我愛香港》及《善心滿載仁愛堂》遊戲）（第1、4-6、8、13-14集及嘩鬼無敵獎門人）
  - 玩法：嘉賓須分成兩組，嘉賓須在限時內以動作或語言提示令一嘉賓估出電視裡的人物或者物件，若嘉賓說出電視裡的人物的其中一字、提及任何人名或估者偷看的話，此回合會作廢。估中人物最多之組為勝。

- 開心無敵彈遮遮（《繼續無敵獎門人》遊戲，原名：繼續無敵問乜嘢）（固定環節，除了開心迎兔年及春節感謝祭）
  - 玩法：隊伍進行搶答問題遊戲，若自己答錯或其他隊伍答對，隊伍會被送向後方接受淋水懲罰，椅子開動前會有雨傘彈出予參賽者接住，以避免懲罰（但絕大部分彈出的都是破爛的雨傘甚至是其他稀奇古怪的東西）。答對最多題目的隊伍則屬勝出。
（注意：遊戲期間參加者禁止自備雨傘，違者會遭到沒收）

- 開心無敵估歌仔（《超級無敵獎門人》遊戲）（第2、5、8集、大師兄中秋感謝祭）
  - 玩法：各隊參賽者鬥快猜出由外國人所唱出的粵語／國語歌曲的歌名，猜出正確歌名的組別則加1分，最後總分最高的隊伍則為勝出。

- 開心無敵茶餐廳 / / 開心無敵以訛傳訛（《驚天動地獎門人》遊戲，原名：驚天動地傳口噏）（第2-4、12集、Ladies First感謝祭）
  - 玩法1：隊員需記錄獎門人所說的內容，並將其傳給下一位隊員，如此類推至最後一位隊員，最後一位隊員所說的內容與獎門人所說的內容最相符的隊伍則為勝出。
  - 玩法2：與《我愛香港》的「有姿勢有實際」一樣。隊伍成員排成一橫行，以「以訛傳訛」的形式用身體動作傳遞答案，由最後一名猜出答案。

- 開心無敵燈燈燈（《超級無敵獎門人 終極篇》遊戲）（第3、8、10、16集）
  - 玩法：與紅綠燈一樣。不同的是玩家聽完「一二三紅綠燈」之後需要按獎門人給與的題目做出動作。玩家只要到達終點就算成功。由於是隊制，所以隊中最多人到達終點的勝出。

- 開心無敵私人醒（《繼續無敵獎門人》遊戲）（第3集、感謝祭終極篇）
  - 兩隊參賽者須輪流說出與題目有關的答案，若說不出、重複或離題則算落敗，另一隊則獲1分，而且敗方需接受吃「辣辣壽司」作懲罰。獲得最多分數的隊伍則屬勝出。

- 開心無敵爆大波（《鐵甲無敵獎門人》遊戲，原名：鐵甲無敵爆波波）（第5-6、11、15集）
  - 玩法：參賽者需於被放進其衣服內兼一直被充氣的大氣球爆破前說出十個與題目相關的答案，若參賽者於氣球爆破前不能說出十個與題目相關的答案，則為落敗。

- 開心無敵乒乓波（《超級無敵獎門人》遊戲）（第7集）
  - 玩法：嘉賓須分成兩組，以單打形式作乒乓球比賽。遊戲規則大致跟普通乒乓球比賽無異。不同之處，是獎門人在遊戲開始時會公佈一個主題，參賽者在接乒乓球的同時，須要按照主題回答題目，如參賽者接不到乒乓球，或乒乓球不過網，或不能在接乒乓球時回答題目，或者答案重複，則被判為負方，須立刻換人作賽。勝方可獲得一分，而下一回合的題目，則由負方參賽者決定。最先達到十一分的一方為勝。

- 開心無敵開口中（《吾係獎門人》遊戲）（第6-7、13、17集及嘩鬼無敵獎門人）
  - 玩法：兩隊輪流派出隊員於1至100中說出一個數字，數字範圍會因應參賽者所說的數字以一直縮窄，直至一名參賽者叫中謎底的數字，該隊員所代表的隊伍則為落敗，並須接受懲罰，而另一隊則加1分，最後總分最高的隊伍則為勝出。
（由於大多參賽者偏好於開始時直接喊50，故此謎底數字為50的出現機會較其他數字的高）

- 開心無敵夾死你／開心無敵夾多士（《超級無敵獎門人》遊戲）（第6、15集）
  - 玩法：每次兩人一組，兩人成功以面部或各自抽到的部位夾到由多士爐彈出的麵包則勝出。

- 開心無敵口噏噏（《我愛香港》遊戲，原名：口噏噏當秘笈）（第8-9、14-16集）
  - 玩法：隊伍輪流派出一名成員負責猜題，另一名成員負責讀出螢光幕上詞語或句子；猜題成員須在戴上隔音耳機的情況下，猜出另一名成員所讀的詞語或句子。

- 開心無敵馬拉松（《超級無敵獎門人》遊戲，原名：超級無敵馬拉松)  （第10集）
  - 玩法：首先由主持人講出一個詞語、成語或短句，第一位參賽者則要利用之前的詞語的最後一字作為新的詞語的頭一個字，再說一個詞語、成語或短句，而之後的參賽者，要先重複之前所有說過的詞語，最後再加上自己說出的詞語，才算完成那一圈。如果參賽者中途忘記或唸錯詞語，或者重複詞語完畢後不能立刻接上新的詞語，或者新的詞語和舊的出現重複則會被淘汰。留守到最後沒有被淘汰的一名參賽者為勝方。

- 開心無敵拍蛋蛋 （《驚天動地獎門人》遊戲，原名：驚天動地拍蛋蛋）（第10-11集及嘩鬼無敵獎門人）
  - 玩法：兩名參賽者猜拳，猜勝者可抽選一隻雞蛋拍向對方的頭上。

- 開心無敵爭櫈仔（《天下無敵獎門人》遊戲，原名：天下無敵爭櫈仔）（嘩鬼無敵獎門人、第13集、大部分獎門人/大師兄感謝祭）
  - 玩法：所有參賽者於音樂播放期間圍繞椅子（其數量比參賽人數少）走，當音樂停止播放的時候，參賽者需鬥快坐上椅子，若未能搶到椅子，則須回答問題，回答正確則可淘汰一位參賽者，回答錯誤則需淘汰，最後未被淘汰的隊員所代表的隊伍則為勝出。

- 開心無敵估嘢食（新遊戲）（第12、14、17集及獎門人開心感謝祭）
  - 玩法：派兩個人著雙人衣服而且要蒙住雙眼，輪流第一個隊友要把食物食落肚子，然後提示第二個隊友，第二個隊友要估食物是什麼。

- 開心無敵搭錯線 （《超級遊戲獎門人》遊戲）（獎門人開心感謝祭）
  - 玩法：兩名隊員戴上隔音耳機，輪流於問題板及答案板抽選一句句子並讀出，若兩人說出的問題和答案與標準答案相符，則可得1分，最後總分最高的隊伍則為勝出。

- 開心無敵啖啖奶 （《宇宙無敵獎門人》遊戲）（獎門人Happy Summer感謝祭）
  - 玩法：參賽者須猜出其他人口中沒有含住牛奶的人，並逐一試探。以最少試探次數猜中的隊伍則屬勝出。

- 開心無敵按按鈕（《超級無敵獎門人 終極篇》遊戲，原名：超級無敵過過過） (第1-15集) 
  - 玩法：Jackpot遊戲。兩隊嘉賓須派出指定隊員完成多項任務之接力賽。若然全隊完成任務便贏得Jackpot獎金。

注意：由於《奬門人秋季感謝祭》在20:00-21:00 播出，根據《廣播條例》及《電視廣播守則》，每日16:30-20:30為為「合家歡賞時間」，任何不宜兒童觀看的節目不宜播映，雖然節目播出時間跨越「合家歡賞時間」，因此不少在預告播出的內容中不少被刪剪，絕大部份被刪剪的內容會製成加長版稍後會在myTV Gold 上架
- 開心無敵 Good Morning Sir（《我愛香港》遊戲）（大師兄開學感謝祭）
  - 玩法：參賽者背著書包，助跑後於紅線前將書包內的物品向前甩出，以甩出距離最遠的物品作為紀錄。甩出物品最遠的參賽者所代表的隊伍則屬勝出。

## 記事
- 2022年7月27日，出席第二集錄影的嘉賓陳山聰於錄影後接受快速抗原檢測，確診2019冠狀病毒病。[75]

- 2022年8月23日，曾志偉因確診2019冠狀病毒病，缺席當日為節目第6集安排之錄影[76]，並由蘭茜暫代曾志偉該集主持。

## 獎項

### 萬千星輝頒獎典禮2022
| 獎項         | 獲奬單位       |
| ------------ | -------------- |
| 最佳綜藝節目 | 開心無敵獎門人 |

### 萬千星輝頒獎典禮2023
| 獎項                          | 獲奬單位         |
| ----------------------------- | ---------------- |
| 大灣區最喜愛TVB綜藝及資訊節目 | 獎門人感謝祭系列 |

## 電視節目的變遷
| 香港 無綫電視翡翠台 星期日 20:30－21:30 · 9月25日、10月2日及2023年1月8日暫停播映              | 香港 無綫電視翡翠台 星期日 20:30－21:30 · 9月25日、10月2日及2023年1月8日暫停播映 | 香港 無綫電視翡翠台 星期日 20:30－21:30 · 9月25日、10月2日及2023年1月8日暫停播映 |
| --------------------------------------------------------------------------------------------- | -------------------------------------------------------------------------------- | -------------------------------------------------------------------------------- |
|                                                                                               | 開心無敵獎門人 （2022年7月31日－2023年1月1日）                                   |                                                                                  |
| 香港金曲頒獎典禮 2021/2022 （2022年7月24日）                                                  | —                                                                                |                                                                                  |
| 马来西亚、 新加坡 翡翠台 星期日 20:30－21:30 · 9月4日、9月25日、10月2日及2023年1月8日暫停播映 |                                                                                  |                                                                                  |
| 香港金曲頒獎典禮 2021/2022 （2022年7月24日）                                                  | 開心無敵獎門人 （2022年7月31日－2023年1月1日）                                   | 黃金萬両（第2集） （2023年1月22日）                                              |

## 備註
1. ↑  2024年3月17日
2. ↑  2024年2月10日
3. ↑  2024年2月23日
4. 1 2 3 4  相關部份只在myTV SUPER播放，不在翡翠台直播。[34]
5. ↑  第5集以開心無敵排排坐命名。

## 外部連結
- 無綫電視節目網頁 - 開心無敵獎門人 （页面存档备份，存于）
- 無綫電視節目網頁 - 獎門人中秋感謝祭 （页面存档备份，存于）